# Arved Arvedson
Arved Arvedson, född 4 februari 1887 i Grödinge församling, Stockholms län, död 9 november 1966 i Uppsala domkyrkoförsamling, Uppsala, var en svensk kraftverkstekniker.
Arvedson var montageingenjör vid ASEA 1914–1919, chef för montagebyrån där 1918–1919 samt ingenjör och delägare i firman Bergman & co. AB 1920–1926. Åren 1926–1930 var han chef för kraftverksavdelningen hos Kramfors AB, 1930–1933 assistent hos verkställande direktören för Hammarforsens kraftaktiebolag samt 1930–1933 tillförordnad och från 1934 ordinarie VD för Hammarforsens kraftaktiebolag. Arved Arvedson är begravd på Uppsala gamla kyrkogård.

### Övriga källor
- Svensk uppslagsbok, 2:a upplagan 1947